# Campeonato Paulista de Futebol de 1934 (APEA)
O Campeonato Paulista de Futebol de 1934 foi a 22.ª edição do campeonato organizado pela APEA, jogado pelos clubes paulistas filiados a esta associação. É reconhecido como edição legítima do Campeonato Paulista de Futebol pela FPF.
A competição de 1934 teve como campeão a equipe do Palestra Itália (atual Palmeiras).
A equipe que já havia vencido as duas últimas edições, tornando-se assim tricampeã da competição. O título veio com a vitória sobre o Clube Atlético Paulista, por 3 a 1, em partida decisiva, na penúltima rodada.
O artilheiro foi da equipe do Palestra Itália, Romeu Pellicciari, com 13 gols.

## História
A competição de 1934 foi um torneio relativamente curto. O campeonato foi disputado em pontos corridos, por apenas oito equipes que se enfrentaram em turno e returno.

## Partida decisiva
| 26 de agosto de 1934 15h00 | Palestra Itália                                | 3 - 1 | Clube Atlético Paulista | Estádio Antônio Alonso  |
|                            | Elisio Gabardo 50' · Gutierrez 58' · Lara 64'} |       | Zuta 77'                | Árbitro: Victor Carratu |

Palestra Itália: Aymoré; Carnera e Junqueira; Zezé Moreira, Dula e Tuffy; Álvaro, Elisio Gabardo, Romeu Pellicciari (Gutierrez), Lara e Vicente. Técnico: Humberto Cabell.
Atlético Paulista: Rossetti; Pinheiro e Pedro; Antunes, Del Popolo e Atílio; Guilherme, Zuta, Heitor, Del Vecchio e Jaime.

## Premiação
| Campeão Paulista de 1934    |
| --------------------------- |
| PALESTRA ITÁLIA (6º título) |

## Classificação final
| Classificação - Final | Classificação - Final | Classificação - Final | Classificação - Final | Classificação - Final | Classificação - Final | Classificação - Final | Classificação - Final | Classificação - Final | Classificação - Final |
| Time                  | Time                  | PG                    | J                     | V                     | E                     | D                     | GP                    | GC                    | SG                    |
| --------------------- | --------------------- | --------------------- | --------------------- | --------------------- | --------------------- | --------------------- | --------------------- | --------------------- | --------------------- |
| 1                     | Palestra Itália       | 25                    | 14                    | 12                    | 1                     | 1                     | 45                    | 8                     | 37                    |
| 2                     | São Paulo             | 23                    | 14                    | 10                    | 3                     | 1                     | 34                    | 12                    | 22                    |
| 3                     | Portuguesa            | 18                    | 14                    | 8                     | 2                     | 4                     | 41                    | 16                    | 25                    |
| 4                     | Corinthians           | 17                    | 14                    | 7                     | 3                     | 4                     | 30                    | 15                    | 15                    |
| 5                     | Santos                | 13                    | 14                    | 5                     | 3                     | 6                     | 22                    | 27                    | -5                    |
| 6                     | Ypiranga              | 8                     | 14                    | 3                     | 2                     | 9                     | 21                    | 42                    | -21                   |
| 7                     | Paulista              | 6                     | 14                    | 2                     | 2                     | 10                    | 15                    | 41                    | -26                   |
| 8                     | Sírio                 | 2                     | 14                    | 1                     | 0                     | 13                    | 10                    | 57                    | -47                   |